# Бракко, Роберто
Роберто Бракко (1861—1943) — итальянский писатель, драматург, журналист. Номинировался на Нобелевскую премию по литературе.
Работал театральным и музыкальным критиком. Пьесы Бракко шли в театрах «Мандзони» (Милан), «Саннадзаро» (Неаполь), «Кариньяно» (Турин) и других.

## Пьесы
- комедия «Не делай другим…» (1886)
- комедия «Приключение во время путешествия» (1887)
- «Женщина» (1892)
- «Маски» (1893)
- «Маленький святой» (1909)
- «Безумцы» (1921)

## Рассказ
- «Женщина» (опубликован в журнале «Пробуждение» №22 1909)

## Некоторые постановки в России
- «Потерянные во мраке» (1903, Театр Корша)
- «Вокруг любви» (1913, Малый театр)
- «Настоящая любовь» (1916, Александринский театр)

1. ↑  Frattarolo R. Dizionario degli scrittori italiani contemporanei pseudonimi: 1900-1975 (итал.): con un repertorio delle bibliografie nazionali di opere anonime e pseudonime — Ravenna: Angelo Longo Editore, 1975. — P. 47.